# Shonn Miller
Shonn DeVante' Miller (Euclid, 26 agosto 1993) è un cestista statunitense.